# Easington Colliery
Easington Colliery is een civil parish in het bestuurlijke gebied Durham, in het Engelse graafschap Durham met 5022 inwoners.

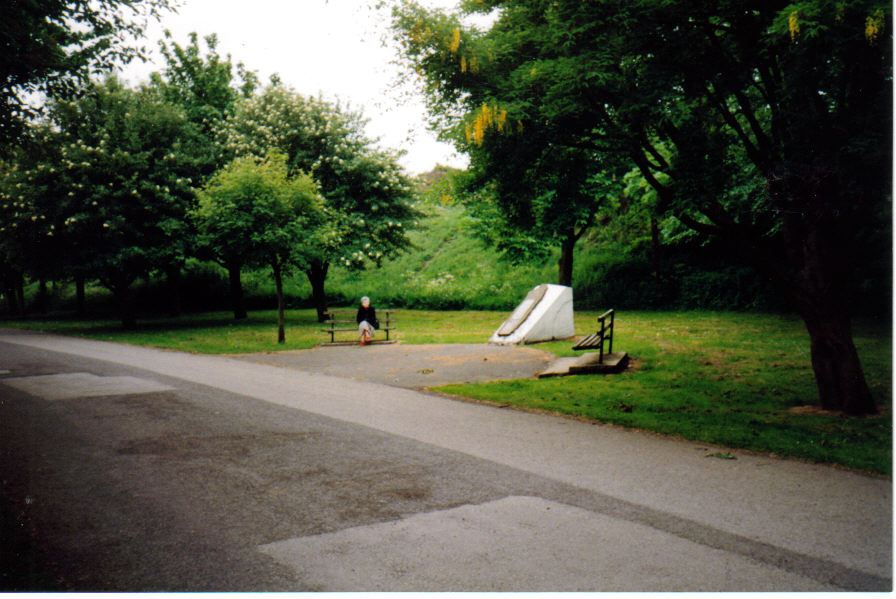
Easington Colliery